# Serra da Safira
A Serra da Safira é localizada no município de São Félix de Minas, no estado de Minas Gerais, e dividida em duas colinas: o Alto de São Félix e o Alto de Mantena, com aproximadamente 600 metros de altitude. É onde nascem as 116 nascentes do Rio Cricaré, conhecido na região por córrego São Félix.